# Gmina związkowa Guntersblum
Gmina związkowa Guntersblum (niem. Verbandsgemeinde Guntersblum) – dawna gmina związkowa w Niemczech, w kraju związkowym Nadrenia-Palatynat, w powiecie Mainz-Bingen. Siedziba gminy związkowej znajdowała się w miejscowości Guntersblum. 1 lipca 2014 gmina związkowa została połączona z gminą związkową Nierstein-Oppenheim tworząc tym samym nowa gminę związkową Rhein-Selz.

## Podział administracyjny
Gmina związkowa zrzeszała dziewięć gmin wiejskich:
1. Dolgesheim
2. Dorn-Dürkheim
3. Eimsheim
4. Guntersblum
5. Hillesheim
6. Ludwigshöhe
7. Uelversheim
8. Weinolsheim
9. Wintersheim